# 文学史 (1504年)
文学史上的1504年发生了许多事件，本条目撷取其中部分罗列如下：

## 事件
- 未知日期 
  - 瓦伦诗人让·勒迈尔·德·贝尔热进入奥地利的玛格丽特夫人的宫廷。
  - 阿尔杜斯·马努提乌斯在威尼斯共和国出版狄摩西尼。

## 书籍
- Pomponius Gauricus：De sculptura et pictura antiquorum[1]
- 雅各布·桑纳扎罗（英语：Jacopo Sannazaro）：Arcadia（英语：Arcadia (poem)）
- 皮埃尔·格兰戈尔：Les Abus du monde
- 托马斯·莫尔：Fortune Verses（约1504）[2]

## 诞生
- 10月29日：申師任堂，朝鲜书法家和诗人（1551年逝世）
- 11月：吉拉尔迪·钦齐奥，意大利小说家和诗人（1573年逝世）